# Donieck (stacja kolejowa)
Donieck – stacja kolejowa w Doniecku, w obwodzie donieckim, na Ukrainie. Znajduje się na niej 5 peronów.
Podczas II wojny światowej został zniszczony dworzec kolejowy. W 1951 roku został zbudowany nowy dworzec stacji Stalino, zaprojektowany przez architekta I. Woroncowa. Budynek z 1951 r. jest monumentalny, o tradycyjnym osiowo centralnym systemie przestrzennej organizacji.
Przy stacji Donieck działa Muzeum Historii i Rozwoju Kolei, które zostało powołane w dniu 4 sierpnia 2000 roku, w związku ze 130 rocznicą powstania Kolei Donieckiej.
W związku z Mistrzostwami Europy w Piłce Nożnej w 2012 r. zmodernizowano i odrestaurowano dworzec kolejowy z 1951 r. i zbudowano dwa nowe dworce kolejowo-przesiadkowe na transport drogowy. Kompleks dworcowy stacji Donieck otwarto uroczyście 22 maja 2012 r.
Przy dworcu z 1951 r. stoi nowo zbudowana, dla kolejarzy Cerkiew św. Mikołaja w Doniecku.

## Galeria

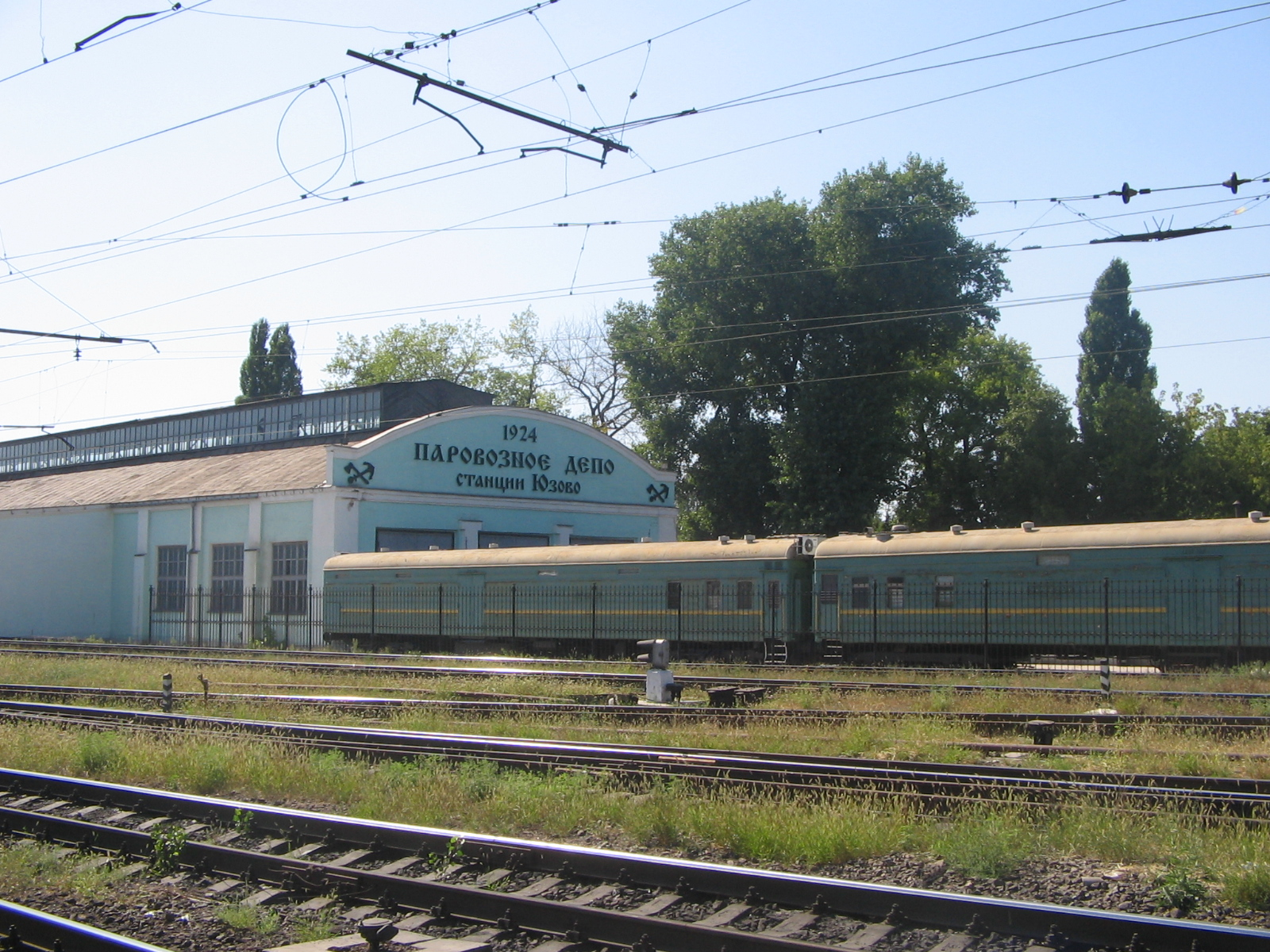
Wagonownia stacji Juzowo
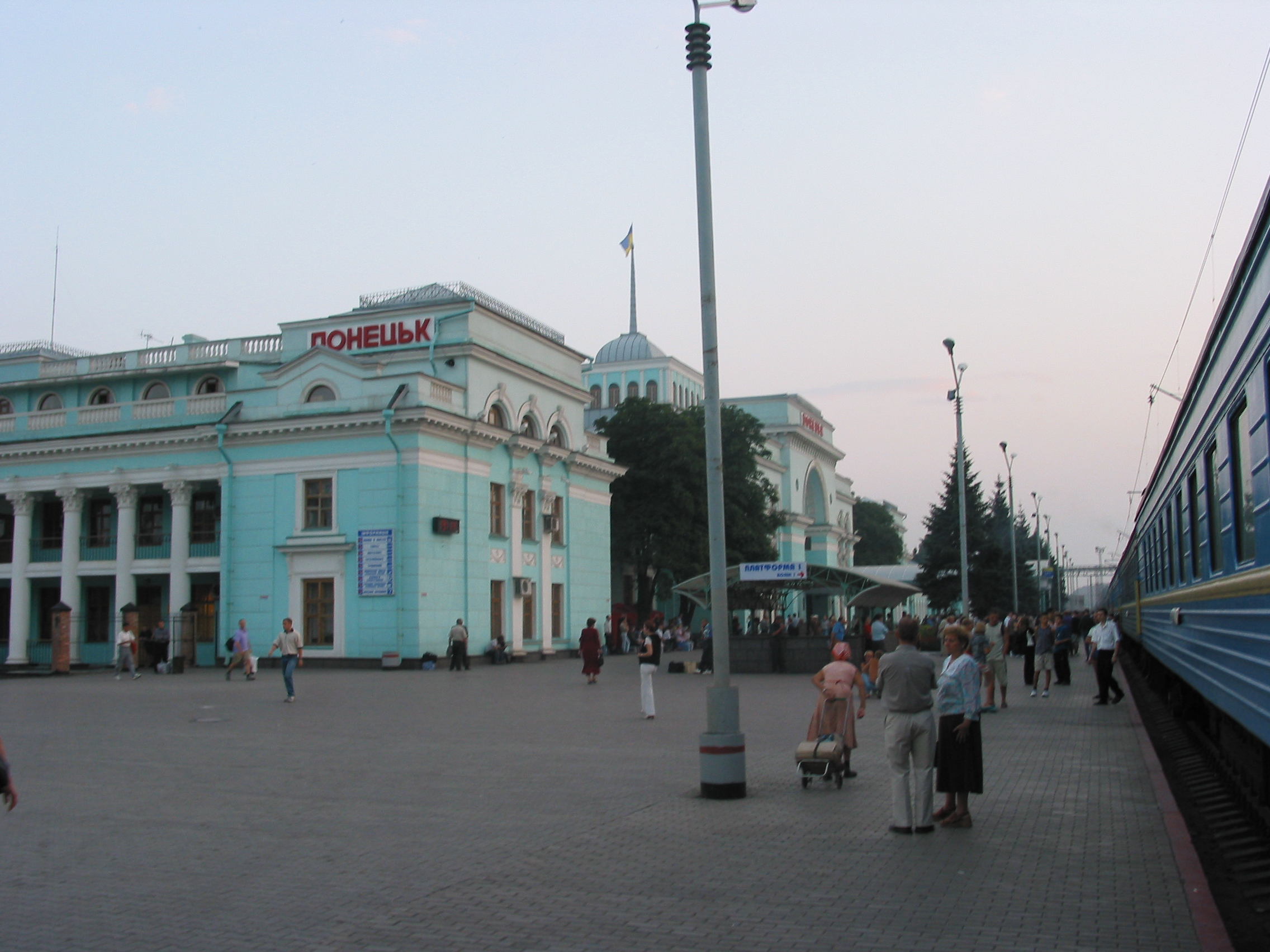
Dworzec z 1951 r. widziany od strony peronu, sprzed modernizacji
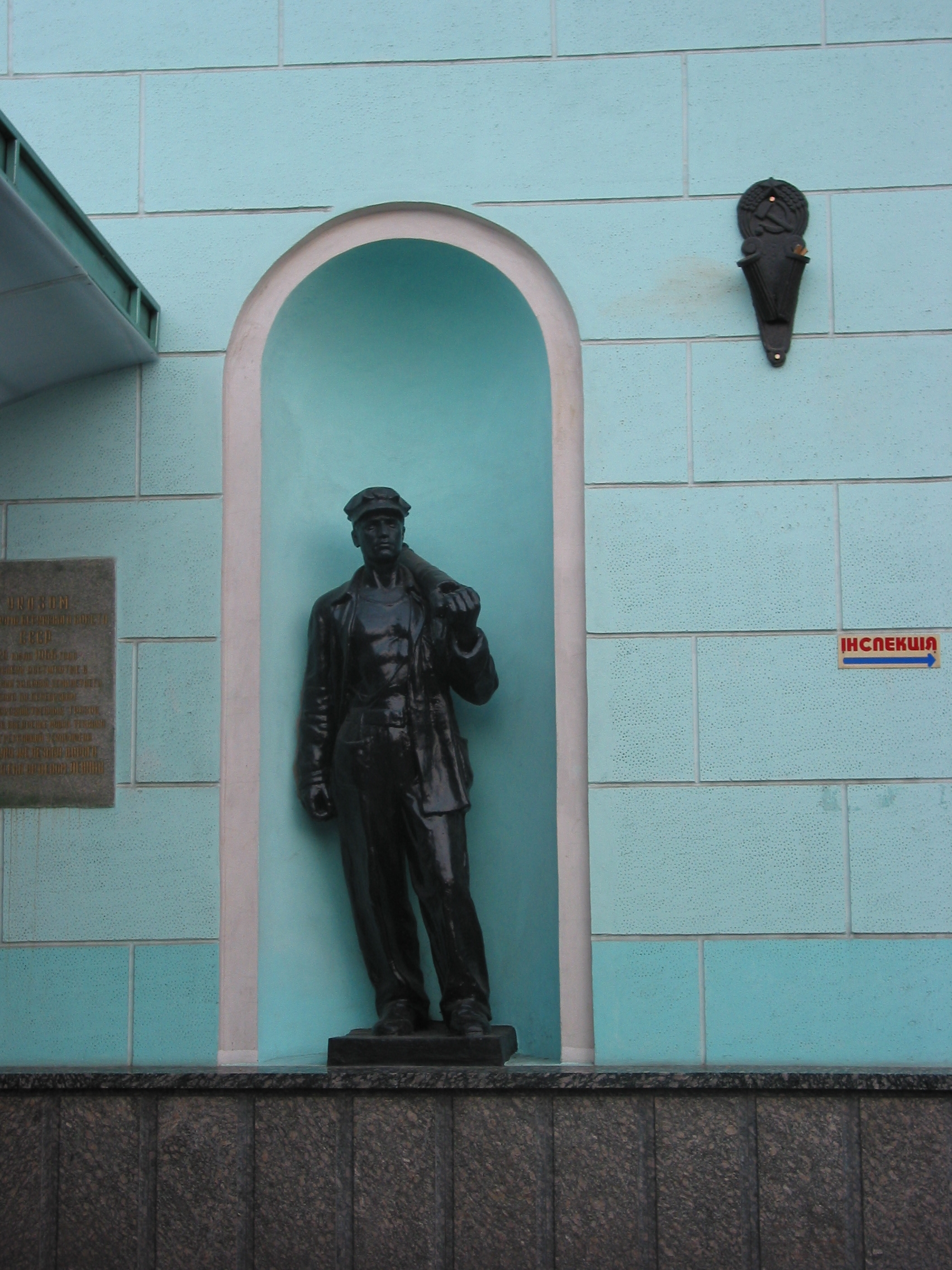
Rzeźba górnika na fasadzie dworca z 1951 r.
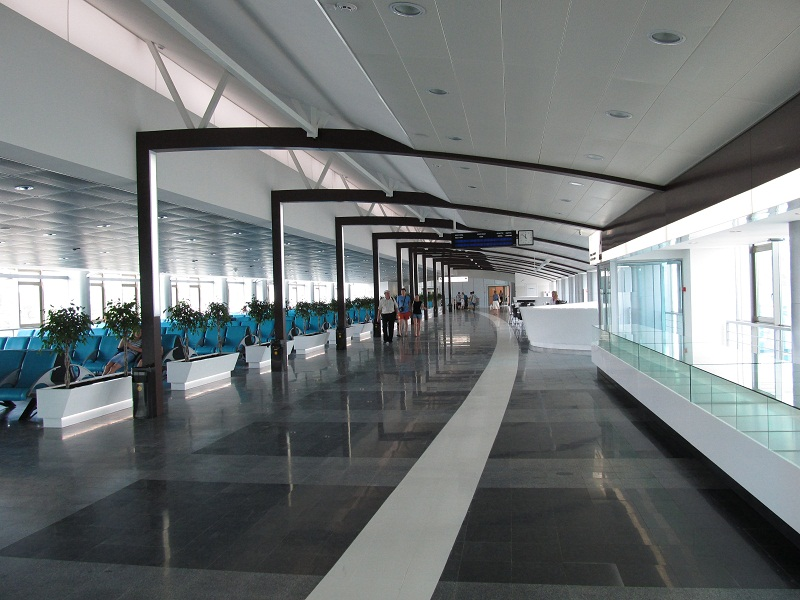
Wnętrze poczekalni, przejścia między peronami i łącznika między dworcem przy Wokzalnej Pł. i dw. przy ul. Artjomowskiej